# Rajd Świdnicki 2020

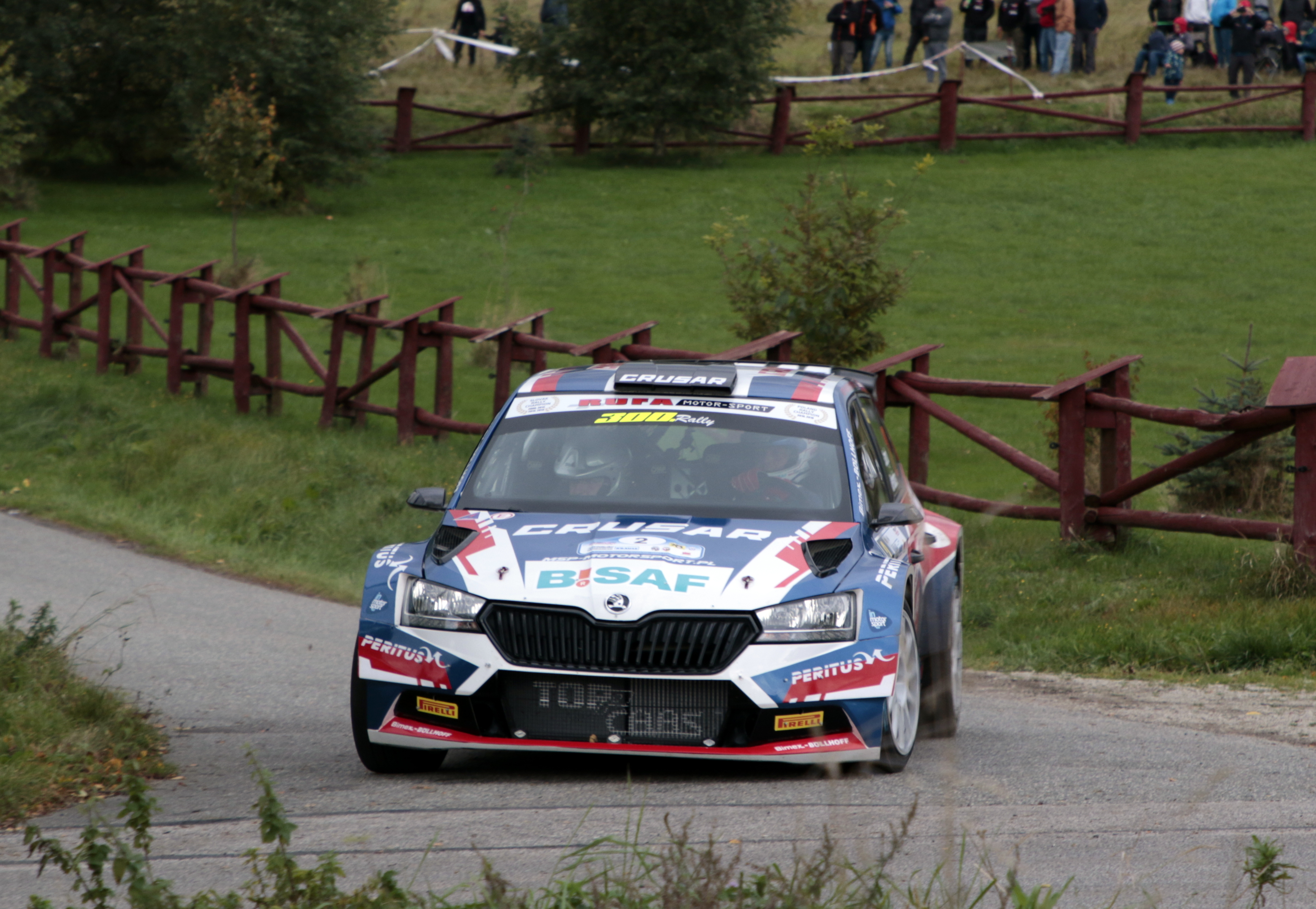
Zwycięzca rajdu Grzegorz Grzyb pokonuje 4 OS

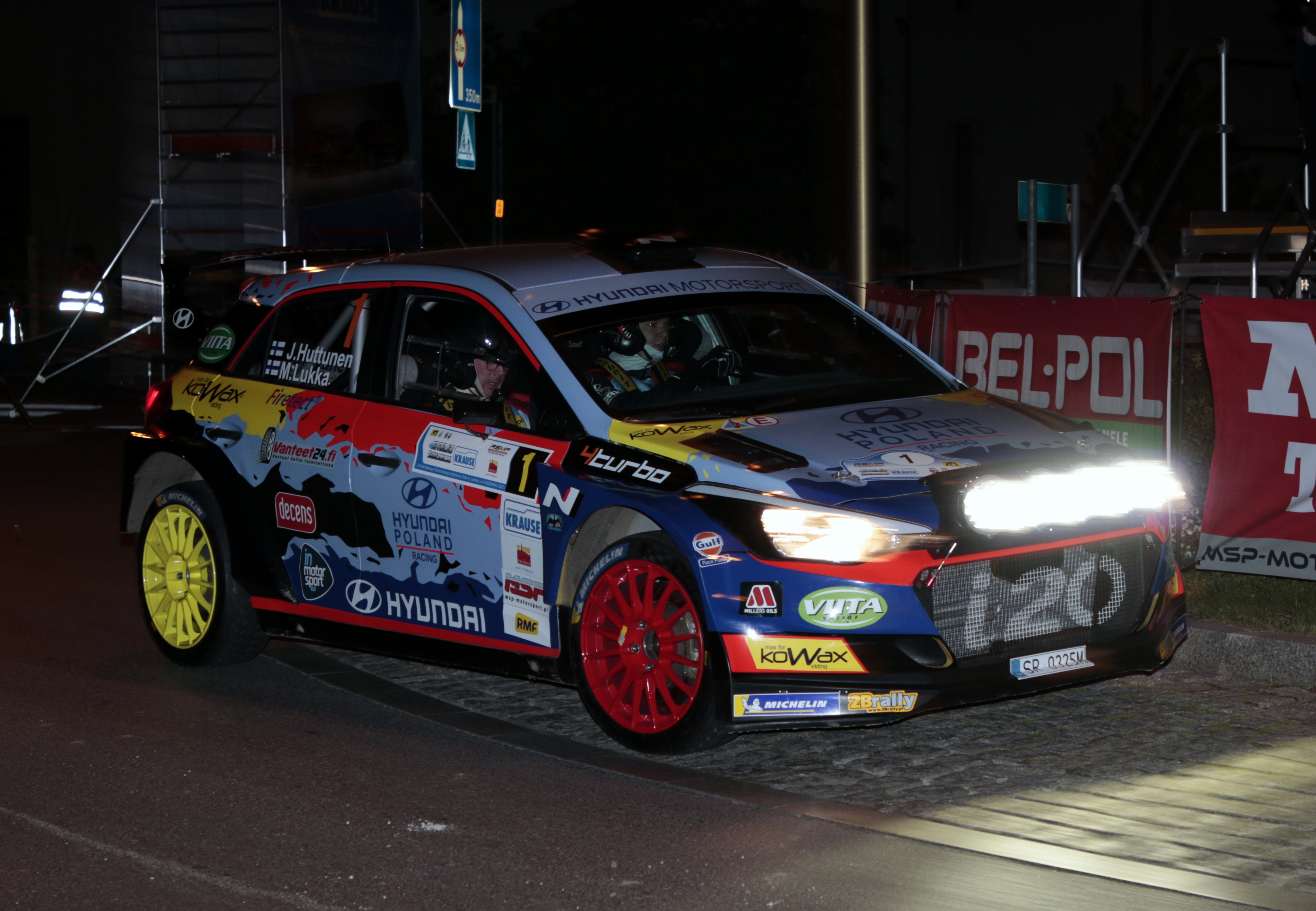
Jari Huttunen zajął w Rajdzie Świdnickim drugie miejsce

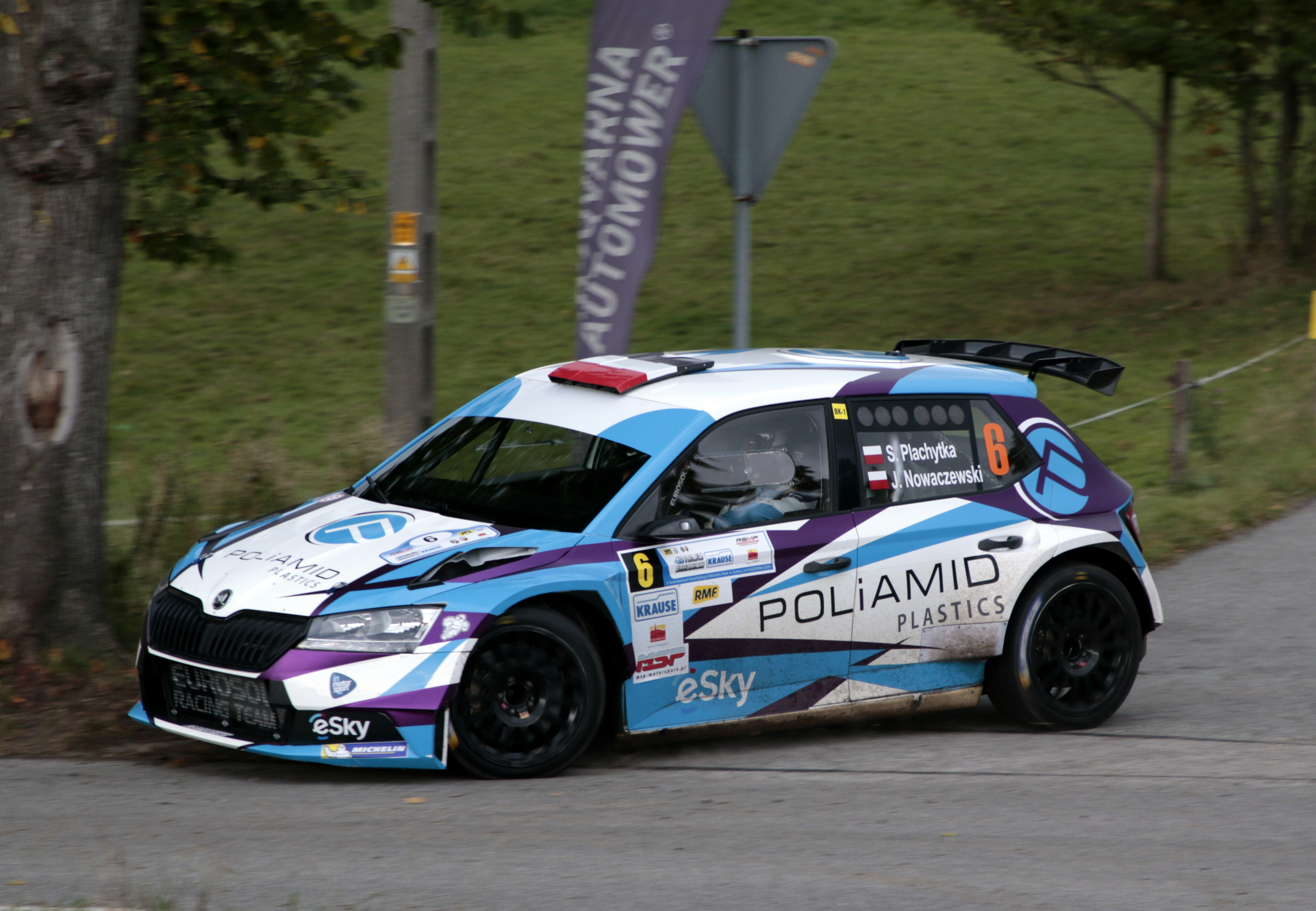
Sylwester Płachytka trzeci w Rajdzie Świdnickim

48. Rajd Świdnicki – 48. edycja Rajdu Świdnickiego. To rajd samochodowy, który był rozgrywany od 2 do 4 października 2020 roku. Bazą rajdu było miasto Świdnica. Była to trzecia runda rajdowych samochodowych mistrzostw Polski w roku 2020 i trzecia runda historycznych rajdowych samochodowych mistrzostw Polski w roku 2020. Dyrektorem rajdu był Roman Grygianiec. Rajd początkowo planowany był jako pierwsza inauguracyjna runda RSMP 2020, lecz z powodu pandemii COVID-19, przeniesiony został na jesienny termin jako runda trzecia. W rajdzie wystartowała rekordowa liczba zawodników w samochodach klasy R5 – czternastu.
Rajd wygrał Grzegorz Grzyb jadący Škodą Fabią Rally2 evo, uczynił to po raz czwarty w swojej karierze (2015, 2016, 2018, 2020), który o niespełna dwadzieścia sekund wyprzedził fińskiego zawodnika Jari Huttunena. Huttunen połowę ostatniego odcinka specjalnego przejechał z przebitą przednią lewą oponą, mimo to dotarł do mety i dzięki temu wywalczył mistrzostwo Polski na sezon 2020. Trzecie miejsce zajął Sylwester Płachytka, ustępując Finowi o ponad dwie sekundy.

## Lista zgłoszeń[4]
Poniższa lista spośród 64 zgłoszonych zawodników obejmuje tylko zawodników startujących w najwyższej klasie 2, samochodami grupy R5 oraz wybranych zawodników startujących w klasie Open.
| Nr. | Kierowca            | Pilot              | Zespół                           | Samochód               | Klasa    |
| --- | ------------------- | ------------------ | -------------------------------- | ---------------------- | -------- |
| 1   | Jari Huttunen       | Mikko Lukka        | Hyundai Poland Racing            | Hyundai i20 R5         | 2        |
| 2   | Grzegorz Grzyb      | Michał Poradzisz   |                                  | Škoda Fabia Rally2 evo | 2        |
| 3   | Łukasz Kotarba      | Tomasz Kotarba     | BTH Import Stal Rally Team       | Citroën C3 R5          | 2        |
| 4   | Tomasz Kasperczyk   | Damian Syty        | Tiger Energy Drink Rally Team    | Volkswagen Polo GTI R5 | 2        |
| 5   | Kacper Wróblewski   | Jakub Wróbel       |                                  | Škoda Fabia Rally2 evo | 2        |
| 6   | Sylwester Płachytka | Jacek Nowaczewski  |                                  | Škoda Fabia Rally2 evo | 2        |
| 7   | Łukasz Byśkiniewicz | Zbigniew Cieślar   | APRMotorsport                    | Hyundai i20 R5         | 2        |
| 8   | Marcin Słobodzian   | Robert Hundla      | APRMotorsport                    | Hyundai i20 R5         | 2        |
| 9   | Marek Nowak         | Grzegorz Dachowski |                                  | Ford Fiesta R5         | 2        |
| 10  | Jarosław Kołtun     | Ireneusz Pleskot   | Plon Rally Team                  | Ford Fiesta Rally2     | 2        |
| 11  | Daniel Chwist       | Kamil Heller       | Rallytechnology                  | Volkswagen Polo GTI R5 | 2        |
| 12  | Adrian Chwietczuk   | Jarosław Baran     | Hołowczyc Racing                 | Škoda Fabia Rally2 evo | 2        |
| 14  | Adam Stec           | Jakub Brzeziński   |                                  | Ford Fiesta R5         | 2        |
| 15  | Łukasz Kabaciński   | Michał Kuśnierz    |                                  | Škoda Fabia R5         | 2        |
| 17  | Tomasz Terlikowski  | Dariusz Burkat     |                                  | Ford Fiesta Proto      | Open 4WD |
| 18  | Jacek Jurecki       | Michał Trela       | Blachdom Plus Evotech Rally Team | Ford Fiesta Proto      | Open 4WD |
| 21  | Wojciech Chuchała   | Łukasz Włoch       | Martensport                      | Ford Fiesta Proto      | Open 4WD |
| 22  | Artur Rowiński      | Łukasz Zapart      |                                  | Škoda Fabia Proto      | Open 4WD |
| 23  | Aleksander Terlecki | Daniel Dymurski    |                                  | Ford Fiesta Proto      | Open 4WD |

## Zwycięzcy odcinków specjalnych
| Dzień          | Numer odcinka | Nazwa odcinka                          | Długość  | Zwycięzca odcinka | Samochód               | Czas    | Lider rajdu    |
| -------------- | ------------- | -------------------------------------- | -------- | ----------------- | ---------------------- | ------- | -------------- |
| 3 października | Odc. testowy  | Walim – Przełęcz Walimska              | 4,10 km  | Tomasz Kasperczyk | Volkswagen Polo GTI R5 | 02:14,4 |                |
| 3 października | OS1           | Świdnica – Super OS1                   | 5,30 km  | Jari Huttunen     | Hyundai i20 R5         | 3:40,5  | Jari Huttunen  |
| 3 października | OS2           | Walim – Michałkowa Dolna 1             | 14,50 km | Marcin Słobodzian | Hyundai i20 R5         | 7:44,3  | Jari Huttunen  |
| 3 października | OS3           | Świdnica – Super OS2                   | 5,30 km  | Jari Huttunen     | Hyundai i20 R5         | 3:38,5  | Jari Huttunen  |
| 4 października | OS4           | Jedlina Zdrój – Zagórze 1              | 11,15 km | Jari Huttunen     | Hyundai i20 R5         | 6:31,6  | Jari Huttunen  |
| 4 października | OS5           | Jawornik – Kamionki 1                  | 23,50 km | Grzegorz Grzyb    | Škoda Fabia Rally2 evo | 13:01,9 | Grzegorz Grzyb |
| 4 października | OS6           | Przełęcz Walimska – Michałkowa Górna 1 | 12,75 km | Grzegorz Grzyb    | Škoda Fabia Rally2 evo | 8:15,9  | Grzegorz Grzyb |
| 4 października | OS7           | Jedlina Zdrój – Zagórze 2              | 11,15 km | Jari Huttunen     | Hyundai i20 R5         | 6:31,4  | Grzegorz Grzyb |
| 4 października | OS8           | Jawornik – Kamionki 2                  | 23,50 km | Jari Huttunen     | Hyundai i20 R5         | 12:39,3 | Jari Huttunen  |
| 4 października | OS9           | Przełęcz Walimska – Michałkowa Górna 2 | 12,75 km | Marcin Słobodzian | Hyundai i20 R5         | 7:44,2  | Grzegorz Grzyb |

### Power Stage – OS9[5]
| Miejsce | Kierowca            | Pilot             | Samochód               | Czas/strata | Punkty |
| ------- | ------------------- | ----------------- | ---------------------- | ----------- | ------ |
| 1       | Marcin Słobodzian   | Robert Hundla     | Hyundai i20 R5         | 7:44,2      | 5      |
| 2       | Kacper Wróblewski   | Jakub Wróbel      | Škoda Fabia Rally2 evo | +0,2        | 4      |
| 3       | Łukasz Byśkiniewicz | Zbigniew Cieślar  | Hyundai i20 R5         | +1,2        | 3      |
| 4       | Łukasz Kotarba      | Tomasz Kotarba    | Citroën C3 R5          | +3,0        | 2      |
| 5       | Sylwester Płachytka | Jacek Nowaczewski | Škoda Fabia Rally2 evo | +3,5        | 1      |

## Wyniki końcowe rajdu[6]
| Miejsce | Kierowca            | Pilot              | Samochód               | Czas      | Strata  | Grupa Klasa | Punkty |
| ------- | ------------------- | ------------------ | ---------------------- | --------- | ------- | ----------- | ------ |
| 1       | Grzegorz Grzyb      | Michał Poradzisz   | Škoda Fabia Rally2 evo | 1:10:50,9 | –       | 2           | 30     |
| 2       | Jari Huttunen       | Mikko Lukka        | Hyundai i20 R5         | 1:11:10,7 | +19,8   | 2           | 24     |
| 3       | Sylwester Płachytka | Jacek Nowaczewski  | Škoda Fabia Rally2 evo | 1:11:12,8 | +21,9   | 2           | 21+1   |
| 4       | Kacper Wróblewski   | Jakub Wróbel       | Škoda Fabia Rally2 evo | 1:11:21,3 | +30,4   | 2           | 19+4   |
| 5       | Łukasz Kotarba      | Tomasz Kotarba     | Citroën C3 R5          | 1:11:58,8 | +1:07,9 | 2           | 17+2   |
| 6       | Marcin Słobodzian   | Robert Hundla      | Hyundai i20 R5         | 1:12:03,6 | +1:12,7 | 2           | 15+5   |
| 7       | Tomasz Kasperczyk   | Damian Syty        | Volkswagen Polo GTI R5 | 1:12:20,4 | +1:29,5 | 2           | 13     |
| 8       | Łukasz Byśkiniewicz | Zbigniew Cieślar   | Hyundai i20 R5         | 1:12:31,0 | +1:40,1 | 2           | 11+3   |
| 9       | Marek Nowak         | Grzegorz Dachowski | Ford Fiesta R5         | 1:15:28,7 | +4:37,8 | 2           | 9      |
| 10      | Adrian Chwietczuk   | Jarosław Baran     | Škoda Fabia Rally2 evo | 1:16:17,5 | +5:26,6 | 2           | 7      |
| 11      | Jarosław Kołtun     | Ireneusz Pleskot   | Ford Fiesta Rally2     | 1:16:18,5 | +5:27,6 | 2           | 5      |
| 12      | Adam Stec           | Jakub Brzeziński   | Ford Fiesta R5         | 1:16:52,2 | +6:01,3 | 2           | 4      |
| 13      | Jarosław Szeja      | Marcin Szeja       | Subaru Impreza STi R4  | 1:16:56,6 | +6:05,7 | Open 4WD    | 3      |
| 14      | Artur Rowiński      | Łukasz Zapart      | Škoda Fabia Proto      | 1:18:05,5 | +7:14,6 | Open 4WD    | 2      |
| 15      | Radosław Typa       | Bartłomiej Wątroba | Peugeot 208 R2         | 1:19:17,0 | +8:26,1 | 4           | 1      |

## Końcowa klasyfikacja kierowców RSMP 2020[7]
Punkty otrzymuje 15 pierwszych zawodników, którzy ukończą rajd według klucza:
| Miejsce | 1  | 2  | 3  | 4  | 5  | 6  | 7  | 8  | 9 | 10 | 11 | 12 | 13 | 14 | 15 |
| Punkty  | 30 | 24 | 21 | 19 | 17 | 15 | 13 | 11 | 9 | 7  | 5  | 4  | 3  | 2  | 1  |

Dodatkowe punkty zawodnicy zdobywają za ostatni odcinek specjalny zwany Power Stage, punktowany: za zwycięstwo – 5, drugie miejsce – 4, trzecie – 3, czwarte – 2 i piąte – 1 punkt.
| Miejsce | 1 | 2 | 3 | 4 | 5 |
| Punkty  | 5 | 4 | 3 | 2 | 1 |

W tabeli uwzględniono miejsce, które zajął zawodnik w poszczególnym rajdzie, a w indeksie górnym umieszczono miejsce uzyskane na ostatnim dodatkowo punktowanym odcinku specjalnym tzw. Power Stage.
| Poz. | Kierowca             | Rzeszowski | Śląska | Świdnicki | Suma punktów |
| ---- | -------------------- | ---------- | ------ | --------- | ------------ |
| 1    | Jari Huttunen        | 12         | 1      | 2         | 93           |
| 2    | Grzegorz Grzyb       | 23         | 2      | 1         | 85           |
| 3    | Łukasz Kotarba       | 5          | 5      | 54        | 53           |
| 4    | Łukasz Byśkiniewicz  | 4          | 4      | 83        | 52           |
| 5    | Marcin Słobodzian    | 35         | 134    | 61        | 47           |
| 6    | Tomasz Kasperczyk    | 451        | 35     | 7         | 44           |
| 7    | Jarosław Szeja       | 6          | 9      | 13        | 27           |
| 8    | Kacper Wróblewski    | 184        | 143    | 42        | 26           |
| 9    | Marek Nowak          | 8          | 12     | 9         | 24           |
| 10   | Sylwester Płachytka  | NU         |        | 35        | 22           |
| 11   | Jarosław Kołtun      | NU         | 7      | 11        | 18           |
| 12   | Jacek Jurecki        | 50         | 6      | 16        | 15           |
| 13   | Michał Pryczek       | 7          | 16     | 23        | 13           |
| 14   | Adrian Chwietczuk    | NU         | 11     | 10        | 12           |
| 15   | Daniel Chwist        |            | 8      | NU        | 11           |
| 16   | Szymon Cieślak       | 9          | 28     | 22        | 9            |
| 17   | Maciej Lubiak        | 10         | 18     | NU        | 7            |
| 18   | Wojciech Chuchała    | NU         | 10     | NU        | 7            |
| 19   | Tomasz Terlikowski   | 11         | 15     | NU        | 6            |
| 20   | Radosław Typa        | 12         | 19     | 15        | 5            |
| 21   | Adam Stec            | NU         | 42     | 12        | 4            |
| 22   | Jacek Polok          | 13         |        |           | 3            |
| 23   | Artur Rowiński       | NU         | NU     | 14        | 2            |
| 24   | Krzysztof Brzozowski | 14         | NU     |           | 2            |
| 22   | Grzegorz Bonder      | 15         | 23     | 17        | 1            |
| Poz. | Kierowca             | Rzeszowski | Śląska | Świdnicki | Suma punktów |

| Kolor     | Opis                   |
| --------- | ---------------------- |
| Złoty     | Zwycięzca              |
| Srebrny   | 2. miejsce             |
| Brązowy   | 3. miejsce             |
| Zielony   | Punktowane miejsce     |
| Niebieski | Ukończył nie punktował |
| Fioletowy | Nie ukończył NU        |
| Czarny    | Wykluczony X           |
| Biały     | Nie wystartował NW     |
| Puste     | Nie brał udziału       |